# Kaiavere (jezero)
Kaiavere je jezero u u općini Tartu, u okrugu Tartu, u općini Estoniji.
Površina jezera je 250 ha, najveća dubina je 5 m, a prosječna 2,8 m. Smješteno je na 51 m nadmorske visine.
Kroz jezero protječe rijeka Amme koja se ulijeva u sjeverozapadni dio jezera, a u jezero se ulijevaju i manji potoci. Jezero istječe kroz rijeku Amme prema jezeru Elistvere.

## Vanjske poveznice
|  | Zajednički poslužitelj ima još gradiva o temi Kaiavere (jezero) |